# بازار مهاباد
بازار مهاباد یک مرکز تجاری سنتی در شهر مهاباد است که قدمت آن به دورهٔ صفویه می‌رسد.

## تاریخچه
بازار مهاباد در اواخر دورهٔ صفویه به دستور حاکم منطقهٔ مکریان بداق سلطان مکری پایه‌گذاری شد. این بازار در دورهٔ قاجاریان به دلیل ارتباطات رشد فرامنطقه‌ای به اوج توسعهٔ خود رسید. در این دوران علاوه بر کردها گروه‌های دیگری مانند یهودیان، ارمنیان، آشوریان و نیز بازرگانانی از نواحی مختلف ایران در بازار مهاباد به تجارت و داد و ستد مشغول بودند.
قدمت بازار مهاباد حدود ۳۵۰ سال است. قسمت‌های عمدهٔ این بازار پیش از انقلاب در فواصل زمانی مختلف دو بار در اثر آتش‌سوزی ویران گردیده و از نو بازسازی شدند. پس از انقلاب و در جریان جنگ ایران و عراق نیز بازار مهاباد بمباران شد و آسیب دید. دو بازار میدان منگور (بازار میوه‌فروشان) و میدان آرد (بازار علاف) مکمل بازار سنتی مهاباد بوده‌اند. همچنین قیصریه و میدان آرد قدیمی‌ترین بخش‌های بازار مهاباد بوده‌اند.

### آتش‌سوزی سال ۱۳۵۲
در تاریخ ۲۳ بهمن سال ۱۳۵۲ بازار مهاباد بر اثر سهل‌انگاری یکی از کسبهٔ بازار قیصری در آتش سوخت. تعدادی از اجناس یکی از کاسبان بر روی چراغ علاءالدین افتاد که با واژگون شدن چراغ، مغازه آتش گرفته و آتش در سریع‌ترین زمان ممکن به اطراف سرایت کرده و بازار شافعی و قسمتی از قیصریه در آتش سوخت.

## راسته‌ها
بازار مهاباد دارای سراهای میرزارحمت شافعی، کریم‌خان، و نیز چند کاروانسرا به نام سیمون، موصلیان، نراقیان و … بود. در سال ۱۳۵۲ خورشیدی بازار مهاباد دچار آتش‌سوزی شده و بیشتر فضاهای آن متروکه شد و به همین سبب به مرور آسیب‌های دیگری نیز به آن وارد شد. در حال حاضر فقط راسته‌بازار میرزا رحمت شافعی و کاروانسرای سیمون از بازار پویای آن روزگار باقی مانده‌است. کاروانسرای سیمون متعلق به دوره صفوی بوده و به دستور بداق سلطان حاکم مهاباد ساخته شده‌است.

## طرح مرمت بازار
اداره کل میراث فرهنگی، صنایع دستی و گردشگری آذربایجان غربی در حال مرمت و بازسازی راستهٔ میرزا رحمت شافعی و سر در ورودی راسته قصابان است. هدف از مرمت این بازار ثبت آن در فهرست آثار میراث فرهنگی کشور است.